# 大空港2013
『三谷幸喜「大空港2013」』（みたにこうきだいくうこう2013）は、2013年12月29日に、WOWOWのドラマWとして放送された、三谷幸喜監督・脚本によるテレビドラマ。2014年5月には映画館で特別上映された。
1978年から1980年にかけて放送されたフジテレビで放送された『大空港』、1992年にテレビ朝日で放送された『大空港`92』は本作との関係はない。

## 概要
2011年にWOWOWにて放送された単発ドラマ『short cut』に続くワンシーン・ワンカットドラマ第二弾として、2013年12月29日に放送された。
本作は撮影のために松本空港の開業時間前2時間を貸し切りにして、9日間に渡って撮影された。最初の3日間でリハーサルを行い、残りの6日間は毎朝撮影を行なう。撮影後はスタッフ・キャスト全員で撮影されたものを見直して修正を重ねていく。最終的に最もできの良かったものを放送した。撮影に当たっては『THE有頂天ホテル』『ザ・マジックアワー』『ステキな金縛り』『清須会議』の4作品で三谷映画を撮り続け、『short cut』も担当した山本英夫が、たった4人のスタッフだけを連れて、撮影を行った。空港内は、カメラマンが映り込みやすい場所も多く、大きなカメラ機材をもっての移動が困難な場所も多い。そのため、綿密なリハーサルと検証を続け、撮影が行われた。

## あらすじ
羽田着予定のフジドリームエアラインズが、羽田上空の天候不良のため、急きょ松本空港に着陸する事になった。
グランドスタッフである大河内千草（竹内結子）は、出発までの間、乗客たちのフォローをすることになる。
しかしその乗客たちは、一筋縄では行かない、様々な事情を抱えていたのだった。
佐賀での親族の葬儀を終え、帰京せんとしていた田野倉一家。大黒柱の父親は知らぬ間に付いてきていた不倫相手の対応に四苦八苦。妻は騒がしい家族をなだめるのに疲れ、詐欺の常習犯に騙される。年の離れた恋人を紹介しようと様子を窺う長女。やたらと時間を気にし、物騒な会話をする長男。根なし草の妻の兄は、新たに始める事業の資金援助を義弟に頼もうとする。そして、亡き妻の遺骨を抱えた祖父までもが、秘め続けてきたとんでもない秘密を明かす。
これらの面倒くさい乗客に対応し、自然と彼らの秘密を知ってしまった当の千草は、その日の朝、上司からプロポーズされ、返事を保留していたのだった。

## キャスト
大河内千草 - 竹内結子
松本空港で働くグランドスタッフ。天候不良で足止めを食ったお騒がせ一家、田野倉家の人々の世話を焼きながら、彼らが抱える秘密に首を突っ込む。1年前まで羽田空港で働いていたが社内恋愛がこじれ退職。今の職場では社内恋愛は絶対しないと決めている。
田野倉守男 - 香川照之
田野倉家の大黒柱。普段はキャバクラにも行ったことがないお堅い弁護士だが、生まれて初めて行った歯医者で歯科衛生士の倉科百合子と出会い箍が外れてしまう。家族にはいつも高姿勢で強気に出ているが、義兄の蔵之介には弱みを握られている。
田野倉美代子 - 神野三鈴
守男の妻。夫に強くに出ることが出来ない控えめな性格。言い寄られると弱く、結婚して22年間ずっと家族のためだけに生きてきたため一度くらい羽目を外したいと願っている。次々と秘密を打ち明ける家族や普段からお金にルーズな兄に頭を抱えている。
田野倉真弓 - 石橋杏奈
守男の娘。21歳の女子大生。厳格な父には心を開いておらず、優しい祖父に付き合っている彼氏の相談を持ち掛ける。楽観的な性格で家族にとんでもない事実を打ち明けるがあまり気にしていない。
田野倉睦夫 - 池松壮亮
守男の息子。早稲田大学商学部に通っていたが役者になるため親に内緒で中退。両親からは反対されるが意思が固く、この日も東京で劇団「著名塾」のオーディションを受けようとしていたところを松本空港で足止めを食らい情緒不安定に陥る。
鶴橋蔵之介 - 生瀬勝久
美代子の兄。昔からころころ仕事が変わりビッグビジネスを手掛けようとしている。計画性もお金も無く妹夫婦を当てにしている。空港で守男の弱みを握ったのをいい事にお金をせびり始める。昔、子役をやっていた経験があり役者志望の睦夫の理解者。中学生日記には2回出たことがある。
鶴橋清正 - 綾田俊樹
蔵之介と美代子の父。妻を亡くしたのをきっかけに長年家族に言えなかった秘密をカミングアウトする。愛読雑誌は「ターザン」。真弓の交際には肯定的で家族に25歳年上の彼氏の存在を打ち明けようとする真弓の背中を押す。
村木繁 - 甲本雅裕
大河内千草の上司。実家の母が病気を抱えており結婚に焦っていて、大河内にしつこくプロポーズを続けている。
砂田かおる - 青木さやか
松本空港の案内係。空港で暇な時間の多い大河内の話し相手。
国木田修 - オダギリジョー
空港からマークされている、空港利用客を狙った偽パイロット。たまたま空港で物思いにふける美代子を見かけ、学生時代に恋仲だった後輩を装って近付きお金を騙し取ろうとする。パイロットだけではなくキャビンアテンダントや整備士の格好もしてコスプレを楽しんでいる。
倉科百合子 - 戸田恵梨香
守男が通う歯医者の歯科衛生士。歯茎に麻酔注射を打たれ苦しんでいる守男の顔に惚れ込み彼と関係を持つ。趣味は熱気球で守男に「一緒に佐賀バルーンフェスタに行こう」と言われたのを真に受けて守男を追いかけてやってきた。
犬山寅男 - 梶原善
だらしない風貌の中年男だが、IT企業を経営しており実は金持ち。実は真弓の彼氏で両親に挨拶をするためずっと田野倉一家を追いかけ同行していた。バツ3で真弓とは25歳離れている。真弓には「ポチくん」と呼ばれている。

## スタッフ
- 監督と脚本 - 三谷幸喜
- 撮影 - 山本英夫
- 音楽 - 荻野清子
- 照明 - 小野晃
- 整音 - 瀬川徹夫
- 録音 - 井上明
- 美術 - 北川深幸
- スクリプター - 山縣有希子
- 衣装デザイン - 宇都宮いく子
- 装飾 - 田中宏
- 助監督 - 成瀬朋一
- 制作担当 - 岩谷浩
- ラインプロデューサー - 森賢正、稲葉尚人
- 撮影協力 - 長野県、松本市、松本観光コンベンション協会、長野県松本空港管理事務所、松本空港ターミナルビル、フジドリームエアラインズ、エスエーエス、井上
- プロデュース - 徳田雄久、藤田知久、椿宣和
- 制作協力 - 角川映画
- 製作著作 - WOWOW